# الایجا اس. گرامر
الایجا اس. گرامر (به انگلیسی: Elijah S. Grammer) سناتور سابق عضو حزب جمهوری‌خواه ایالات متحده آمریکا بود. وی در سال ۱۹۳۲ تا ۱۹۳۳ میلادی سناتور ایالت واشینگتن در سنای ایالات متحده آمریکا بود.